# Groupe Coudenberg
 (janvier 2017).
Si vous disposez d'ouvrages ou d'articles de référence ou si vous connaissez des sites web de qualité traitant du thème abordé ici, merci de compléter l'article en donnant les références utiles à sa vérifiabilité et en les liant à la section « Notes et références ».
Le Groupe Coudenberg fut un groupe de réflexion fédéraliste "belgicain", nommé d'après le nom de son lieu de réunion, le Coudenberg, une des sept collines sur lesquelles est construit le centre de Bruxelles.  
L'asbl groupe Coudenberg fut créée le 6 juin 1984 et fut dissoute le 11 février 1999.  
Elle réunissait des personnalités des mondes universitaires, de l'administration, des entreprises, des syndicats et des professions libérales.
Le président en fut l'avocat et chevalier Jean-Pierre De Bandt. 
Parmi les 70 membres, citons :
- Antoine Bekaert,
- André Belmans,
- le baron Philippe Bodson,
- Bart De Schutter,
- Jacques De Staercke,
- Hubert Detremmerie,
- Mark Dubrulle,
- le baron Jan Huyghebaert,
- le baron Koen Lenaerts,
- Jacques Moulaert,
- Sylvain Plasschaert,
- Carlos Van Rafelghem,
- Paul Van Remoortere,
- la baronne Els Witte,
- Kris Deschouwer,
- Mieke Offeciers-Vandewiele,
- Patrick van Ypersele de Strihou.

Les membres les plus actifs furent e.a. Frans Vanistendael (professeur droit fiscal à la KUL), Bavo Cool, Alain Deneef (plus tard président de la SNCB), Roland Charlier (haut fonctionnaire), Charles van der Straten Waillet, Jacques Groothaert, Michel Vanden Abeele, Guy Schrans, Felix Standaert et Jan Hinnekens. Vincent Van Quickenborne en fut un jeune collaborateur.
Le Groupe se présentait comme un « groupe de réflexion indépendant, qui sur base d'un pluralisme linguistique et idéologique, réunit de personnes qui comprennent que la Belgique se trouve à un carrefour et qui veulent contribuer à une réforme politique de ce pays ».
Il réfléchissait à l'organisation de la Belgique fédérale et publia plusieurs études consacrées au sujet. Le but était de défendre l'état fédéral face aux exigences des nationalistes flamands.

## Publications
- Naar een nieuw België, Lannoo, Tielt, 1987
- Au nom de la démocratie, Zellik, Roularta Books, 1991 (ISBN 9072411951)
- In naam van de democratie, Roularta, Bruxelles, 1991
- Quelle Belgique pour demain ? : rapport Coudenberg, Paris, Direct Social Communications, 1989
- De buitenlandse betrekkingen in het federale België
- Federal type solutions and European integration, University Press of America, 1990